# Kollektivzahl
Kollektivzahlen (Kollektiva) drücken als Zahlwörter die Zusammengehörigkeit – das Kollektivum – der gezählten Objekte aus. 

## Deutsch
Im Deutschen haben Kollektiva üblicherweise die Form einer Präpositionalphrase (zu zweit). Als veraltet werden Ausdrücke nach dem Muster ‚Nomen + selb+Ordinalzahl‘ (unflektiert) und ‚Nomen + selb+ander‘ (unflektiert, Bedeutung: „zu zweit“) empfunden, wie z. B. Anna selbdritt bzw. Maria selbander.
Daneben existiert noch die Sammelzahl beide, als Rest eines westgermanischen Duals.

## Russisch
Slawische Sprachen wie das Russische kennen Kollektivzahlen: neben о́ба/о́бе »beide« noch дво́е, тро́е, че́тверо, пя́теро etc. Sie werden statt der Kardinalzahlen vor allem für Kinder verwendet (тро́е дете́й »drei Kinder«) sowie für Pluralia tantum (трое часов »drei Uhren«) sowie im Sinn von »zu zweit«, »zu dritt« etc. (тро́е из нас »drei von uns«, нас бы́ло тро́е »wir waren zu dritt«).

## Polnisch
Entsprechende Formen existieren auch im Polnischen: neben oboje (und obydwoje) »beide« auch dwoje, troje, czworo, pięcioro etc. Sie werden anstatt der Kardinalzahlen für Kollektiva aus Personen verschiedenen Geschlechts sowie für Kinder verwendet (troje dzieci »drei Kinder«), für Substantive, die paarweise Gegenstände bezeichnen (dwoje uszu »zwei Ohren«) und bei Pluralia tantum (dwoje drzwi »zwei Türen«).

## Serbokroatisch
Die entsprechenden Formen im Serbokroatischen (beziehungsweise in den Standardvarietäten Bosnisch, Kroatisch, Montenegrinisch und Serbisch) lauten dvoje, troje, četvoro, petoro etc. und werden ähnlich verwendet: dvoje dece »zwei Kinder«, petoro braće »fünf Brüder«, šestoro ljudi »sechs Leute«. 

## Rumänisch
Neben amândoi und ambii »beide« werden auf Rumänisch in der gehobenen Sprache die Fügungen mit toți/toate (toți/toate trei »alle drei« etc.) verwendet, in der Umgangssprache hingegen seltener auch mit tus- (tustrei/tustrele »alle drei«) und câteși- (câteșitrei/câteșitrele »alle drei« etc.).

## Turksprachen
In historischen Turksprachen wie im Kiptschakischen (14. Jahrhundert) scheint eine regelmäßige Suffixbildung nach dem Muster Ordinalzahl+"egü/ağu" existiert zu haben: bir-egü (mit sich selbst), ik-egü ("zu zweit"), üç-egü ("zu dritt"), dörd-egü ("zu viert") usw.
In modernen Turksprachen dagegen ist die Form jedoch kaum mehr produktiv und erscheint quasi lexikalisiert (z. B. Uigurisch: ikegü) oder in stark kontrahierter Form bei den Idiomen der nordöstlichen und nördlich-zentralen Gruppe (z. B.: ekkü:/ekö:, ikü:/ökö:).

## Tibetisch
In der klassischen tibetischen Schriftsprache werden Kollektivzahlen mit den Suffixen ka ཀ་, po པོ་, phrag ཕྲག་ und tsho ཚོ་ verwendet, um Gruppen zusammengehöriger Gegenstände oder Lebewesen zu bezeichnen.